# 가와시마 다이치
가와시마 다이치(일본어: 川島 大地, 1986년 11월 21일 ~ )는 일본의 은퇴한 축구 선수이다.

## 구단 경력
그는 2009년부터 2019년까지 J리그의 가시마 앤틀러스, 몬테디오 야마가타, 기라반츠 기타큐슈에서 활동하였다.